# Grand Prix USA 2018
Grand Prix USA 2018 (oficiálně Formula 1 Pirelli 2018 United States Grand Prix) se jela na okruhu Circuit of the Americas v Austinu v Texasu ve Spojených státech amerických dne 21. října 2018. Závod byl osmnáctým v pořadí v sezóně 2018 šampionátu Formule 1.

## Kvalifikace
| Poř.                       | No. | Jezdec            | Konstruktér               | Časy v kvalifikaci | Časy v kvalifikaci | Časy v kvalifikaci | Pořadí na startu |
| Poř.                       | No. | Jezdec            | Konstruktér               | Q1                 | Q2                 | Q3                 | Pořadí na startu |
| -------------------------- | --- | ----------------- | ------------------------- | ------------------ | ------------------ | ------------------ | ---------------- |
| 1                          | 44  | Lewis Hamilton    | Mercedes                  | 1:34.130           | 1:33.480           | 1:32.237           | 1                |
| 2                          | 5   | Sebastian Vettel  | Ferrari                   | 1:34.569           | 1:33.079           | 1:32.298           | 5                |
| 3                          | 7   | Kimi Räikkönen    | Ferrari                   | 1:34.703           | 1:32.884           | 1:32.307           | 2                |
| 4                          | 77  | Valtteri Bottas   | Mercedes                  | 1:34.518           | 1:33.702           | 1:32.616           | 3                |
| 5                          | 3   | Daniel Ricciardo  | Red Bull Racing-TAG Heuer | 1:34.755           | 1:34.185           | 1:33.494           | 4                |
| 6                          | 31  | Esteban Ocon      | Force India-Mercedes      | 1:34.876           | 1:34.522           | 1:34.145           | 6                |
| 7                          | 27  | Nico Hülkenberg   | Renault                   | 1:34.932           | 1:34.564           | 1:34.215           | 7                |
| 8                          | 8   | Romain Grosjean   | Haas-Ferrari              | 1:34.892           | 1:34.419           | 1:34.250           | 8                |
| 9                          | 16  | Charles Leclerc   | Sauber-Ferrari            | 1:35.069           | 1:34.255           | 1:34.420           | 9                |
| 10                         | 11  | Sergio Pérez      | Force India-Mercedes      | 1:35.193           | 1:34.525           | 1:34.594           | 10               |
| 11                         | 55  | Carlos Sainz Jr.  | Renault                   | 1:34.891           | 1:34.566           |                    | 11               |
| 12                         | 20  | Kevin Magnussen   | Haas-Ferrari              | 1:34.972           | 1:34.732           |                    | 12               |
| 13                         | 10  | Pierre Gasly      | Scuderia Toro Rosso-Honda | 1:34.850           | Bez času           |                    | 19               |
| 14                         | 28  | Brendon Hartley   | Scuderia Toro Rosso-Honda | 1:35.206           | Bez času           |                    | 20               |
| 15                         | 33  | Max Verstappen    | Red Bull Racing-TAG Heuer | 1:34.766           | Bez času           |                    | 18               |
| 16                         | 14  | Fernando Alonso   | McLaren-Renault           | 1:35.294           |                    |                    | 13               |
| 17                         | 35  | Sergej Sirotkin   | Williams-Mercedes         | 1:35.362           |                    |                    | 14               |
| 18                         | 18  | Lance Stroll      | Williams-Mercedes         | 1:35.480           |                    |                    | 15               |
| 19                         | 9   | Marcus Ericsson   | Sauber-Ferrari            | 1:35.536           |                    |                    | 16               |
| 20                         | 2   | Stoffel Vandoorne | McLaren-Renault           | 1:35.735           |                    |                    | 17               |
| 107% času vítěze: 1:40.719 |     |                   |                           |                    |                    |                    |                  |
| Zdroj:                     |     |                   |                           |                    |                    |                    |                  |

Poznámky
1. ↑  Sebastian Vettel obdržel trest posunu o 3 místa vzad kvůli nedostatečnému zpomalení během červených vlajek v prvním tréninku.
2. ↑  Pierre Gasly obdržel trest posunu o 35 míst vzad za překročení počtu povolených pohonných jednotek.
3. ↑  Brendon Hartley obdržel trest posunu o 40 míst vzad - 35 míst za překročení počtu povolených pohonných jednotek. a 5  míst kvůli neplánované výměně převodovky.
4. ↑  Max Verstappen obdržel trest posunu o 5 míst vzad kvůli neplánované výměně převodovky.

## Závod
| Poř.   | No. | Jezdec            | Konstruktér               | Počet kol | Čas/Odstoupení      | Pořadí na startu | Body |
| ------ | --- | ----------------- | ------------------------- | --------- | ------------------- | ---------------- | ---- |
| 1      | 7   | Kimi Räikkönen    | Ferrari                   | 56        | 1:34:18.643         | 2                | 25   |
| 2      | 33  | Max Verstappen    | Red Bull Racing-TAG Heuer | 56        | +1.281              | 18               | 18   |
| 3      | 44  | Lewis Hamilton    | Mercedes                  | 56        | +2.342              | 1                | 15   |
| 4      | 5   | Sebastian Vettel  | Ferrari                   | 56        | +18.222             | 5                | 12   |
| 5      | 77  | Valtteri Bottas   | Mercedes                  | 56        | +24.744             | 3                | 10   |
| 6      | 27  | Nico Hülkenberg   | Renault                   | 56        | +1:27.210           | 7                | 8    |
| 7      | 55  | Carlos Sainz Jr.  | Renault                   | 56        | +1:34.994           | 11               | 6    |
| 8      | 11  | Sergio Pérez      | Force India-Mercedes      | 56        | +1:41.080           | 10               | 4    |
| 9      | 28  | Brendon Hartley   | Scuderia Toro Rosso-Honda | 55        | +1 kolo             | 20               | 2    |
| 10     | 9   | Marcus Ericsson   | Sauber-Ferrari            | 55        | +1 kolo             | 16               | 1    |
| 11     | 2   | Stoffel Vandoorne | McLaren-Renault           | 55        | +1 kolo             | 17               |      |
| 12     | 10  | Pierre Gasly      | Scuderia Toro Rosso-Honda | 55        | +1 kolo             | 19               |      |
| 13     | 35  | Sergej Sirotkin   | Williams-Mercedes         | 55        | +1 kolo             | 14               |      |
| 14     | 18  | Lance Stroll      | Williams-Mercedes         | 54        | +2 kola             | 15               |      |
| Ret    | 16  | Charles Leclerc   | Sauber-Ferrari            | 31        | Poškození po kolizi | 9                |      |
| Ret    | 3   | Daniel Ricciardo  | Red Bull Racing-TAG Heuer | 8         | Baterie             | 4                |      |
| Ret    | 8   | Romain Grosjean   | Haas-Ferrari              | 2         | Kolize              | 8                |      |
| Ret    | 14  | Fernando Alonso   | McLaren-Renault           | 1         | Kolize              | 13               |      |
| DSQ    | 31  | Esteban Ocon      | Force India-Mercedes      | 56        | Palivo              | 6                |      |
| DSQ    | 20  | Kevin Magnussen   | Haas-Ferrari              | 56        | Palivo              | 12               |      |
| Zdroj: |     |                   |                           |           |                     |                  |      |

Poznámky
1. 1 2  Esteban Ocon a Kevin Magnussen byli po závodě diskvalifikováni za překročení průtoku paliva.

## Průběžné pořadí po závodě
Pohár jezdců
|   | Pořadí | Jezdec           | Body |
| - | ------ | ---------------- | ---- |
|   | 1      | Lewis Hamilton   | 346  |
|   | 2      | Sebastian Vettel | 276  |
| 1 | 3      | Kimi Räikkönen   | 221  |
| 1 | 4      | Valtteri Bottas  | 217  |
|   | 5      | Max Verstappen   | 191  |

Pohár konstruktérů
|  | Pořadí | Konstruktér               | Body |
|  | ------ | ------------------------- | ---- |
|  | 1      | Mercedes                  | 563  |
|  | 2      | Ferrari                   | 497  |
|  | 3      | Red Bull Racing-TAG Heuer | 337  |
|  | 4      | Renault                   | 106  |
|  | 5      | Haas-Ferrari              | 84   |